# Kopfzünder

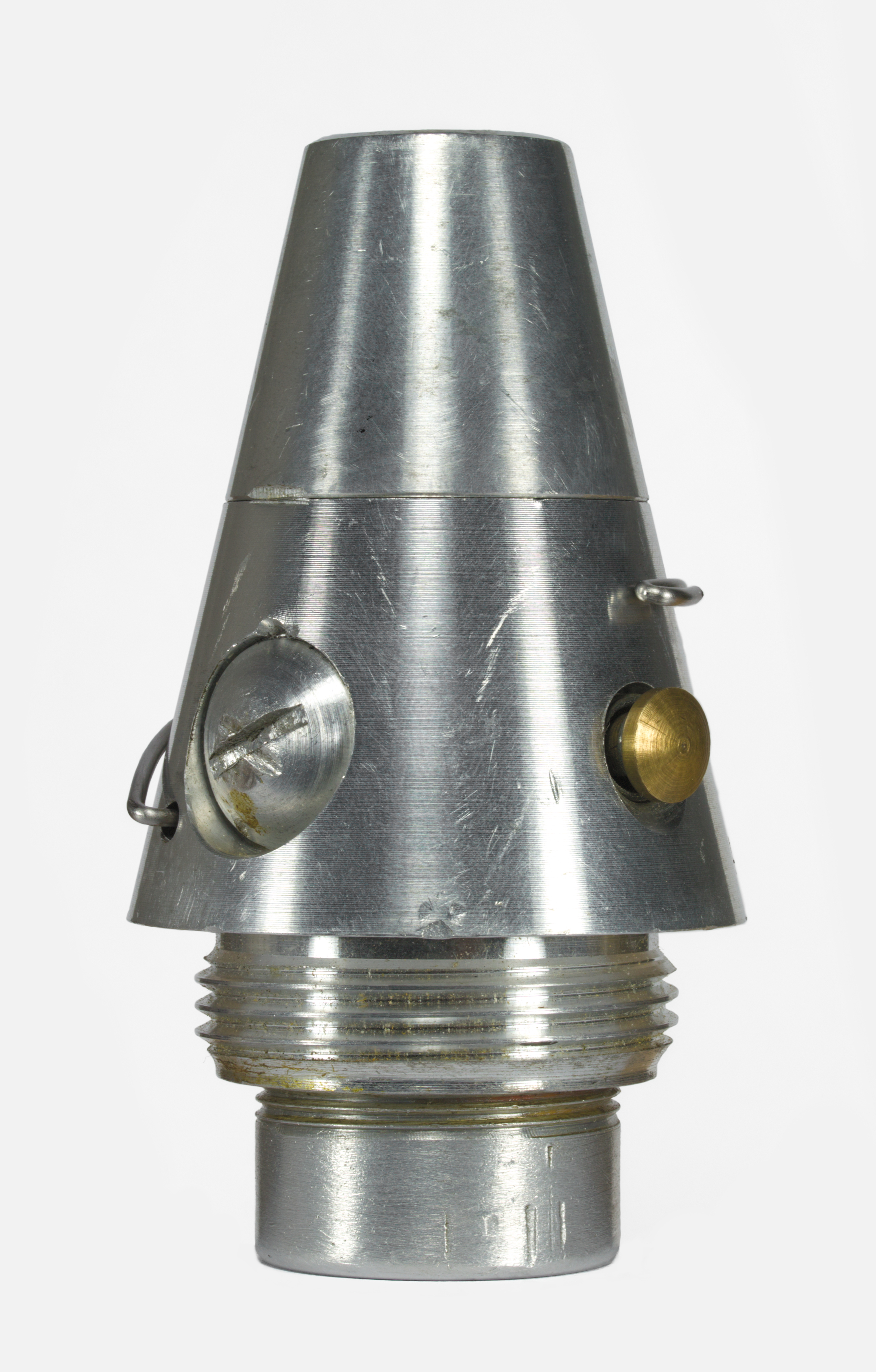
Ein Kopfzünder M52 B1 für Mörsergranaten

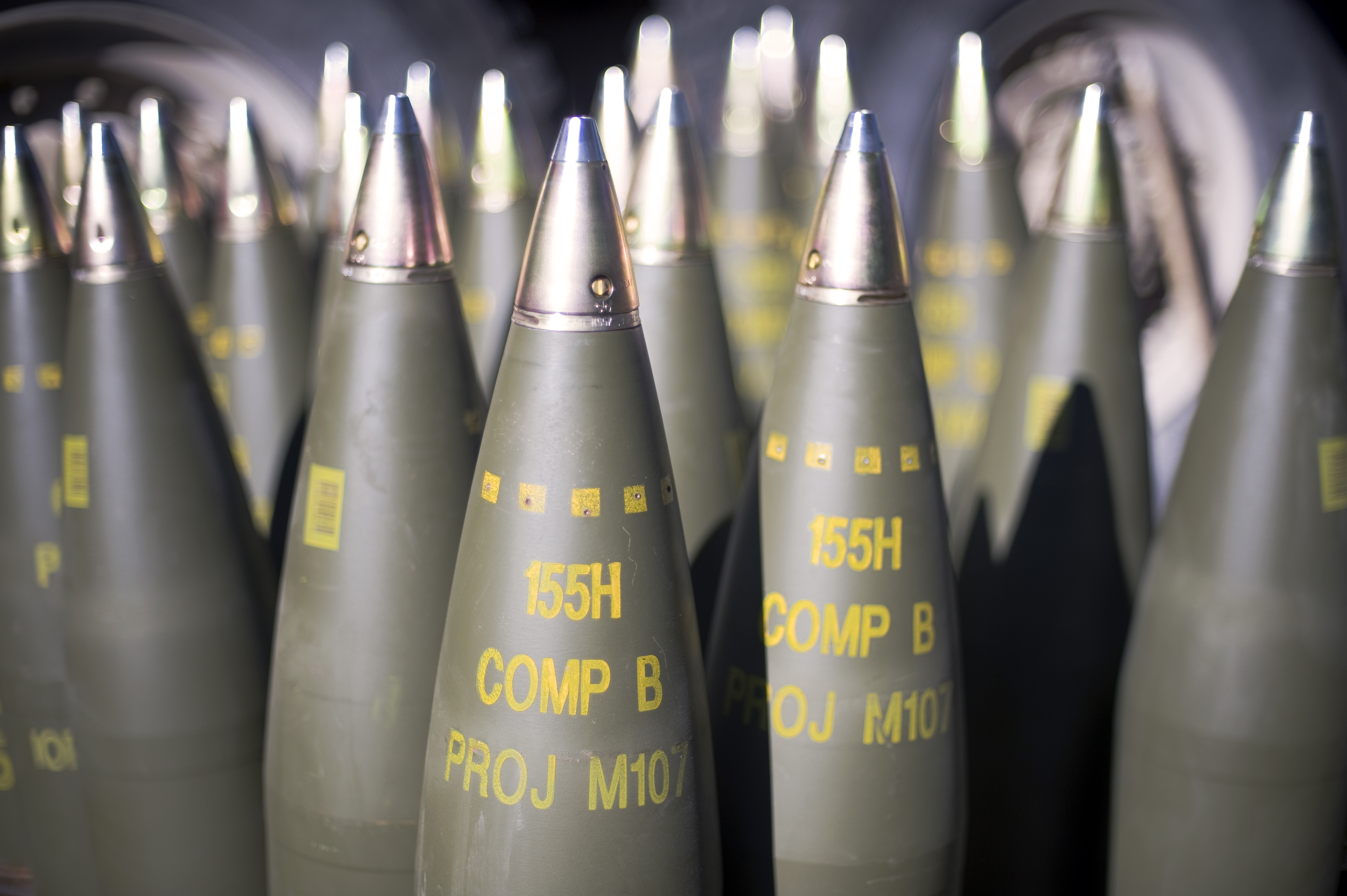
Artilleriegranaten mit aufgeschraubtem Kopfzünder im Kaliber 155 mm

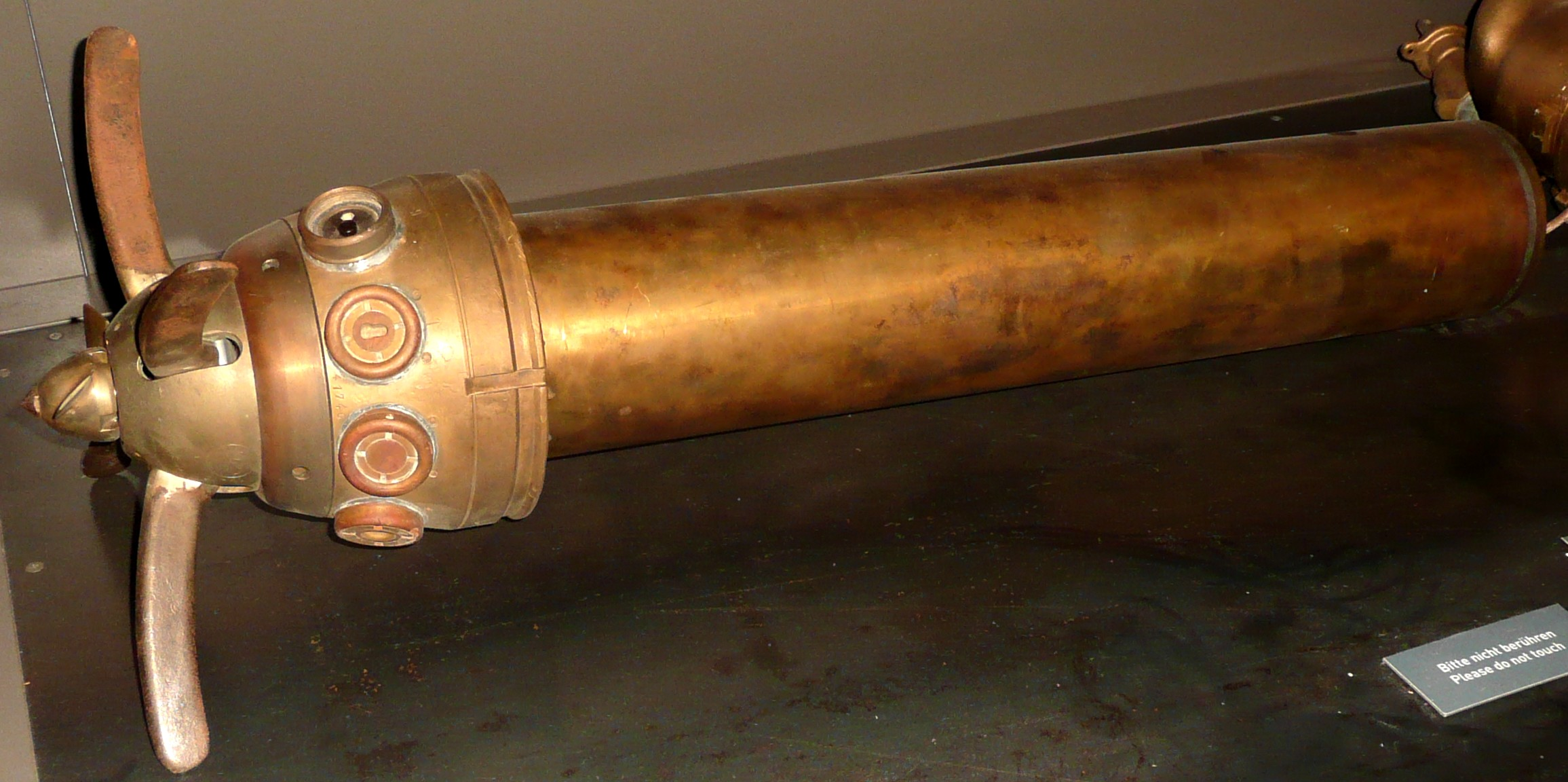
Kopfzünder vom Torpedo G7

Ein Kopfzünder ist ein Zünder für Munition, welcher sich am vorderen Ende des Kampfmittels befindet. Kopfzünder werden bei Explosionswaffen bei einer Vielzahl an Waffensystemen wie klein- und großkalibrigen Infanteriegeschützen, Mörsern, Haubitzen, Raketenwerfern, Bombern und U-Booten verwendet.

## Abgrenzung
Kopfzünder befinden sich immer entweder direkt am oder unter einer ballistischen Haube nahe dem Kopf der Munition. Bei Artillerie-, Mörser-, Raketengranaten und Ähnlichem ist dies der in Schussrichtung gesehen vorn befindliche Teil der Granate. Bei Abwurfmunition wie Fliegerbomben ist dies der zuerst auf dem Boden aufschlagende Teil.
Befindet sich der Zünder im unteren Ende des Kampfmittels, spricht man von einem Heck- oder Bodenzünder.
Löst ein Element im Kopf der Granate einen im Boden platzierten Zünder aus, wird dieser als „kopfinitiierter Bodenzünder“ bezeichnet (Beispiel: Piezoelement im Kopf einer M830 HEAT Hohlladungsgranate, das beim Aufprall einen Stromimpuls an den Bodenzünder M 509 A1 leitet und so den Sprengsatz zündet). Nicht zu verwechseln ist solch ein System mit Hohlladungsgranaten, bei denen ein Kopfzünder einen kleinen Sprengsatz zündet, dessen Explosionswirkung durch den Hohlladungskegel zu einer Verstärkerladung im Boden der Granate gelenkt wird, welche die Zündung des Sprengsatzes auslöst. Beispiele hierfür wären die deutsche 7,5-cm-Granate 38 HL mit dem Aufschlagzünder 38 und die russische 7,6-cm-Hohlladungsggranate BP-350 M mit dem Aufschlagzünder BM.

## Einsatz
Der Einsatz eines Kopfzünders erfolgt konstruktionsbedingt, wenn eine Granate vom Granatkopf aus gezündet werden soll. Dies ist beispielsweise bei Munition mit Ausstoßladung der Fall, bei welcher die in der Munition enthaltene Wirkladung an einem bestimmen Punkt über dem Gefechtsfeld eingesetzt werden soll. Beispiele hierfür sind Leuchtgranaten oder Auswurfmunition, welche Streumunition über dem Gefechtsfeld verteilt. Je nach Bauweise kann Munition einen oder mehrere Kopfzünder aber auch Kopf- und Bodenzünder gemeinsam (z. B. Stielgranate 41) aufweisen.

### Vor- und Nachteile
Der Einsatz eines Kopfzünders hat gegenüber dem Einsatz eines Bodenzünders Vor- und Nachteile.
Ein Vorteil ist, dass der Zünder und die Wirkladung der Munition (Sprengstoff, Brandsatz, Leuchtsatz, chemischer Kampfstoff etc.) bis zu ihrem Einsatz getrennt voneinander gelagert werden und die empfindliche Initialladung des Zünders somit nicht vor dem Einsetzen auf die Wirkladung der Munition einwirken kann. Erst kurz vor dem Einsatz werden Zünder und Munition miteinander verbunden. Ein weiterer Vorteil ist, dass die mechanische Einstellung von Parametern am Zünder (z. B. Verzögerung bei Aufschlagzündern – auch tempieren genannt) vor dem Abschuss auch bei Patronenmunition sehr leicht möglich ist.
Ein Nachteil ist, dass der Zünder beim Aufschlag im Ziel zwangsweise durch die große einwirkende Kraft beschädigt oder gar zerstört wird. Der Einsatz von Kopfzündern in jenem Typ panzerbrechender Munition, welche ihre Wirkung durch die Penetration der gegnerischen Panzerung direkt mit dem Granatkörper erzielt, ist somit ausgeschlossen. Ein weiterer Nachteil ist, dass bei einer Zündung vom Granatkopf aus die Druckwelle der Detonation nicht effektiv auf das beschossene Objekt einwirken kann, da sich die Detonationswelle im Sprengstoff vom Zünder weg ausbreitet. Die Verwendung von Kopfzündern in Hohlladungsgranaten ist daher ohne zusätzliche bauliche Maßnahmen nicht möglich. Ein Nachteil für Kopfzünder mit pyrotechnischer Selbstzerlegung ist, dass der Feuerstrahl des Treibladungspulvers beim Abschuss nicht als Initiierung der pyrotechnischen Selbstzerlegeeinrichtung genutzt werden kann. Es muss daher eine zweite Zündkette in den Zünder eingebaut werden, was wiederum durch den dafür benötigten Platz nicht in allen Kalibern möglich ist.

## Unterteilung

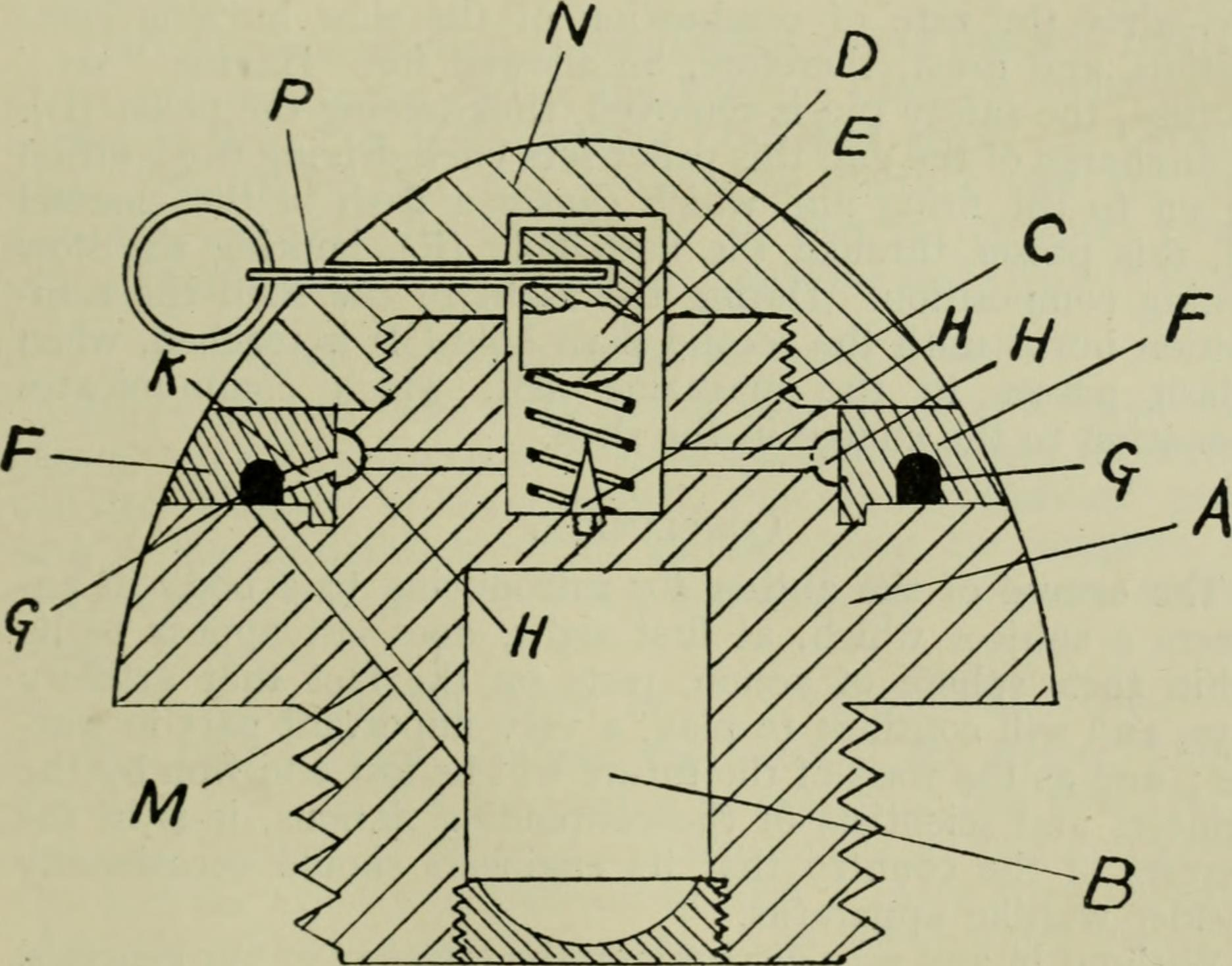
Schnittzeichnung eines Zeitzünders ohne Selbstzerlegung und ohne vorgespanntem Zündsystem, welcher beim Abschuss den pyrotechnischen Brandsatz entzündet (der Feuerstrahl der Gruppe D, E und C wirkt auf das Pulverkorn G)

Kopfzünder können nach mehreren Eigenschaften sortiert werden:
- Auslöseart
  - Aufschlagzünder: Der Zündvorgang wird durch den Aufprall der Granate initiiert
  - Zeitzünder: Der Zündvorgang wird durch den Zünder selbst nach Ablauf einer vor dem Abschuss eingestellten Zeit initiiert
  - Abstandszünder: Der Zündvorgang wird durch den Zünder selbst bei Unterschreitung des vor dem Abschuss eingestellten Auslöseabstandes initiiert
- Auslöseverzögerung
  - Ohne Verzögerung: Der Zündvorgang wird beim Aufschlag der Granate initiiert; die Zündung erfolgt umgehend (z. B. deutscher AZ 73)
  - Mit Verzögerung: Der Zündvorgang wird beim Aufschlag der Granate initiiert; die Zündung erfolgt mit vor dem Abschuss einstellbarer oder fester Verzögerung (z. B. deutscher AZ 23)
- Selbstzerlegung
  - Ohne Selbstzerlegung: Der Zündvorgang wird primär durch eine äußere Krafteinwirkung auf den Zünder (z. B. Aufschlag) oder durch Ablauf der eingestellten Zeit initiiert
  - Mit Selbstzerlegung: Der Zündvorgang wird nach Ablauf einer bestimmen Zeit und ohne weitere Manipulation am Zünder initiiert, wenn keine Zündung durch die primäre Auslöseart (z. B. Aufschlag im Ziel) erfolgt hat. Die Verzögerung bis zur Selbstzerlegung kann durch Abbrand eines pyrotechnischen Satzes (z. B. deutscher 3,7-cm-Kpf.Z.Zerl.P.v.) oder durch das Nachlassen der Haltekraft für ein vorgespanntes Zündsystem erfolgen.
- Vorgespanntes Zündsystem
  - Ohne vorgespanntem Zündsystem: Der Zündvorgang wird durch direkte Krafteinwirkung auf die Zündnadel initiiert
  - Mit vorgespanntem Zündsystem: Der Zündvorgang wird durch das Auflösen der Fixierung eines mit einer vorgespannten Feder belasteten Schlagbolzen initiiert (z. B. deutscher Zt. Z. S/30)

Manche Zünder können auch mehrere Eigenschaften der gleichen Kategorie besitzen. Ein Beispiel hierfür wären so genannte Doppelzünder, welche eine zweite (doppelte) Initiierungskette besitzen. Die Explosion kann bei solchen Zündern entweder durch äußere Krafteinwirkung oder durch Ablauf von Zeit erfolgen, womit solche Zünder, Aufschlagzünder und Zeitzünder gleichermaßen sind. Bei manchen Doppelzündern kann eine der Auslösearten vor dem Abschuss der Granate inaktiv geschaltet werden (z. B. russischer Doppelzünder D-1, bei dem die Auslösung durch Aufschlag deaktiviert werden kann).